# Yayvandoruk, Harran
Yayvandoruk là một xã thuộc huyện Harran, tỉnh Şanlıurfa, Thổ Nhĩ Kỳ. Dân số thời điểm năm 2011 là 495 người.